# Alexander Dmitrijewitsch Awerin

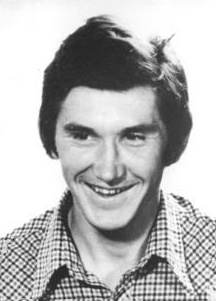
Awerin (1977)

Alexander Dmitrijewitsch Awerin (russisch Александр Дмитриевич Аверин; * 11. April 1954 in Baku, Aserbaidschanische SSR) ist ein ehemaliger sowjetischer Radrennfahrer.

## Karriere
Mit 14 Jahren überredete ihn sein Bruder Wladimir zum Radsporttraining. Leistungssportler wurde Awerin erst beim Militär, als er von Nationaltrainer Wiktor Kapitonow betreut wurde. Bei den Olympischen Sommerspielen 1976 in Montreal erreichte er den 17. Platz im olympischen Straßenrennen. 1977 nahm er an den UCI-Straßen-Weltmeisterschaften teil. Awerin wurde dann zur Friedensfahrt 1978 gemeldet, die er überraschend gewann. 1975 siegte er im Eintagesrennen Puchar Ministra Obrony Narodowej. 1979 holte er zwei Etappensiege in der Kuba-Rundfahrtsowie in der Jugoslawien-Rundfahrt. 1980 gewann er zwei Etappen der Slowakei-Rundfahrt. 1982 siegte er in der Toledo-Rundfahrt in Spanien.

## Palmarès
| Jahr | Erfolg    | Erfolg        | Rennen                            |
| ---- | --------- | ------------- | --------------------------------- |
| 1976 | 17.       | 17.           | Olympische Spiele                 |
| 1976 | Sieger    | Sieger        | Nationalmeisterschaft Sowjetunion |
| 1977 | Teilnahme | Teilnahme     | Radweltmeisterschaft              |
| 1977 | 3.        | Gesamtwertung | Jugoslawien-Rundfahrt             |
| 1977 | 21.       | Gesamtwertung | Friedensfahrt                     |
| 1978 | Sieger    | Gesamtwertung | Friedensfahrt                     |